# جونگاربالان
جونگاربالان (نام علمی: Dsungaripteridae) نام یک تیره از راسته خزندگان بال‌دار است.